# Francisco de Moncada
Pour les articles homonymes, voir Moncada.
 (janvier 2019).
Si vous disposez d'ouvrages ou d'articles de référence ou si vous connaissez des sites web de qualité traitant du thème abordé ici, merci de compléter l'article en donnant les références utiles à sa vérifiabilité et en les liant à la section « Notes et références ».
Francisco de Moncada y Moncada, 3e marquis d'Aytona (Valence, 29 décembre 1586 - Goch, Rhénanie, 1635), Grand d'Espagne, est un diplomate, militaire et historien espagnol. Il fut ambassadeur en Saint-Empire romain germanique et gouverneur des États de Milan et des Pays-Bas espagnols, général et commandant des armées espagnoles-flamandes, et un brillant historien médiéval. Il était également trésorier, grand sénéchal et Mestre Racional de Catalogne.

## Origine familiale
De la Maison de Moncada, une famille noble catalane du XIe siècle intervenant dans le sud de l'Espagne, la Sicile et l'Empire byzantin, après les XIIIe et XIVe siècles, don Francisco de Moncada était arrière-petit-fils de Juan de Moncada, baron de Seròs, grand sénéchal et vice-roi de Catalogne, grand justicier et vice-roi de Sicile, que Charles Quint créa comte en 1523, et petit-fils de Francisco de Moncada y Corndona, vice-roi de Catalogne et du Royaume de Navarre, qui fut élevé à la dignité de marquis par Philippe II. Il naquit de don Gaston de Moncada, qui avait été vice-roi de Sardaigne et de la Catalogne ; il avait aussi représenté Philippe III près du Saint-siège, et de Cataline de Moncada, baronne de Callosa. Il a épousé Marguerite de Castro y Alagón, baronne de la Laguna, qui lui donna un fils, Guillén Ramón.

## Formation
Il a reçu une formation militaire dans les galères du marquis de Santa Cruz. Peu de temps après, il s'installe à la Cour de Philippe IV d'Espagne, où il forme sa culture.

## Carrière
Francisco a montré un intérêt précoce pour les sciences humaines, et a effectué en Flandre et à Vienne de délicates missions diplomatiques pour le roi Philippe IV et le Comte-Duc d'Olivares.
Moncada fut ambassadeur espagnol en Saint-Empire romain germanique pendant un certain temps. L'empereur Ferdinand II fut alors très impressionné par lui. Puis il fut ambassadeur à Vienne.

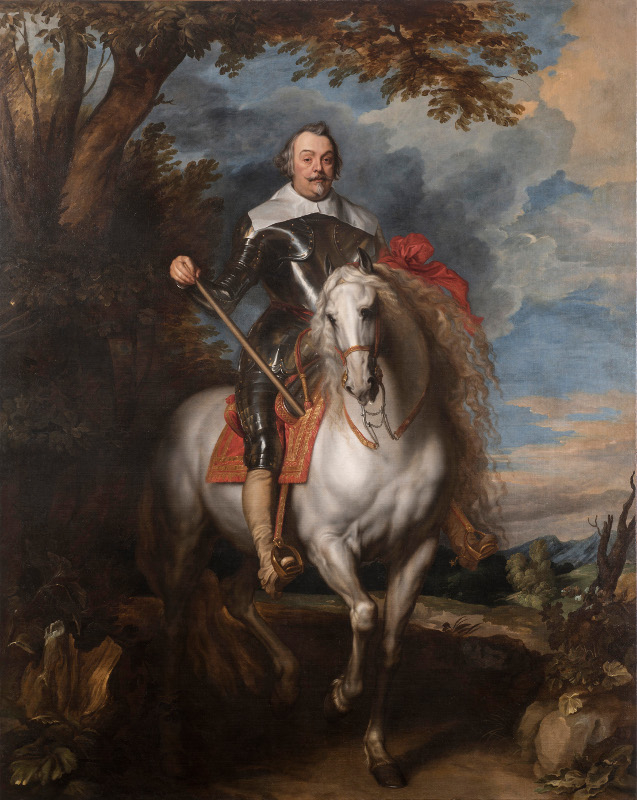
Portrait équestre de Don Francisco de Moncada par Antoine van Dyck (Musée des Beaux-Arts de Valence, Espagne).

Il accomplit une mission secrète délicate de conciliation en Catalogne.
Membre du Conseil d'État depuis 1626, il a servi de conseiller et d'Ambassadeur extraordinaire auprès de la princesse Isabelle-Claire-Eugénie d'Autriche, régent des Pays Bas espagnols. Tout en servant à Bruxelles il a essayé de convaincre le Roi Philippe IV d'Espagne de transférer à Bruxelles la gestion générale des affaires de ses possessions néerlandaises et de mettre fin à la responsabilité du gouvernement de Madrid pour toutes ces questions. Ses propositions visant à donner au peuple des Pays-Bas, encore sous la domination des Habsbourg, plus d'influence sur les affaires gouvernementales, ont été rejetées.
Il est fait commandant en chef de la marine espagnole dans les Pays-Bas en 1630. Les 12-13 Mars 1631, ses marins ont été défaits à la Bataille de la Slaak. Ils étaient sous les ordres d'un membre catholique de la Maison d'Orange-Nassau, à savoir le comte Jean VIII de Nassau-Siegen.
En 1632, il a été chargé de toutes les forces espagnoles dans les Pays-Bas. En 1634, il fut nommé gouverneur des Pays-Bas espagnols à la mort de l'infante Isabelle-Claire-Eugénie d'Autriche.
En 1635, il meurt de maladie à la bataille de Goch.
Philippe IV d'Espagne disait de lui qu'il était «un ministre de nombreuses marques et maintenant je ne vois pas un autre comme lui."

## Œuvres littéraires
Don Francisco de Moncada, troisième marquis d’Aytona, n’était pas seulement un habile diplomate et un homme de guerre distingué : avant, que sa vie fût tout entière consacrée aux affaires publiques, il s’occupait de littérature et il avait écrit plusieurs ouvrages. On a de lui :
- Expedicion de los Catalanes contra Griegos y Turcos. Barcelone, 1623, in-4°; réimprimée à Madrid, 1775 et 1805, et à Barcelone, 1842; in-8° ; insérée, par M. Ochoa, dans le Tesoro de los historiadores españoles. Paris (Baudry),1841; in-8°.
- Vida de Manlio Torquato Severino Boecio, imprimée après sa mort, Francfort, 1642;
- Une généalogie de la maison de Moncada, insérée par Pierre de Marca, dans son Histoire de Béarn. Paris, 1650; in-4°.

La Bibliothèque royale à Bruxelles possède d’Aytona deux recueils de lettres inédites: l’un contient celles qu’il écrivit au comte-duc d’Olivarès pendant son ambassade à Vienne et aux Pays-Bas; le second celles qu’il adressa à Philippe IV, depuis son arrivée à Bruxelles jusqu’à la fin de 1633. Ces lettres, auxquelles, comme on a pu le voir, nous avons fait de nombreux emprunts, jettent de vives lumières sur les événements qui se passèrent en Allemagne et aux Pays-Bas, et les mouvements de la politique européenne, pendant les dix années qu’elles embrassent.